# Gunvor Wibroe
Gunvor Holm Wibroe (født 25. februar 1972 i Randers) er en dansk kommunikationsrådgiver og socialdemokratisk politiker, der er medlem af Folketinget, hvor hun pr. januar 2024 er partiets udviklingsordfører.
Hun har været medlem af Folketinget fra 2. november 2023, hvor hun afløste Kasper Sand Kjær, som nedlagde sit mandat. Tidligere havde Gunvor Wibroe siden 2014 været kommunalbestyrelsesmedlem og rådmand i Frederiksberg Kommune.
Gunvor Wibroe er student fra Odense Katedralskole og har en kandidatuddannelse i nordisk sprog og litteratur fra Syddansk Universitet i 2000. Hun har senest arbejdet som kommunikationskonsulent for Red Barnet Ungdom og har tidligere været kampagneleder for Folkekirkens Nødhjælp og Amnesty International, ligesom hun har arbejdet med kampagner i Socialdemokratiet.
Hun blev første stedfortræder for Socialdemokratiet i Københavns Omegns Storkreds ved folketingsvalget 2022. Det betød at hun kunne indtræde i Folketinget da Kasper Sand Kjær udtrådte i 2023. Kristoffer Appel vil i stedet overtage hendes plads i Frederiksberg Kommunalbestyrelse.
Gunvor Wibroe er gift med Mads, som hun har tre sønner med.